# 米卡·基普鲁索夫
米卡·基普鲁索夫（芬蘭語：Miikka Kiprusoff，1976年10月26日—），芬兰男子冰球运动员。他曾代表芬兰参加2010年冬季奥林匹克运动会冰球比赛，获得一枚铜牌。他也曾两次获得世界男子冰球锦标赛亚军。